# José Ángel Biel
 (janvier 2018).
Si vous disposez d'ouvrages ou d'articles de référence ou si vous connaissez des sites web de qualité traitant du thème abordé ici, merci de compléter l'article en donnant les références utiles à sa vérifiabilité et en les liant à la section « Notes et références ».
José Ángel Biel Rivera, né le 1er mai 1946 à Teruel, est un homme politique espagnol, membre du Parti aragonais (PAR).